# Grootoorvleermuis
De grootoorvleermuis, bruine grootoorvleermuis of gewone grootoorvleermuis (Plecotus auritus) is een vleermuis uit de familie gladneuzen (Vespertilionidae). De wetenschappelijke naam van de soort werd in 1758 als Vespertilio auritus door Carl Linnaeus gepubliceerd.

## Beschrijving
Het dier wordt 4 tot 5 centimeter groot. De vleermuis heeft een onderarm van tussen de 34 en 42 millimeter lang en een spanwijdte van 240 tot 285 millimeter. Hij weegt 5 tot 12 gram. De dieren zijn groter in het noorden van het verspreidingsgebied.
De naam danken ze aan de bijzonder grote oren (29 tot 41 millimeter lang), waarvan de bases elkaar op de kop treffen. De oren zijn meestal net zo groot als driekwart van de kop-romplengte.
De tragus is lang en smal en bleekroze. Hij steekt altijd naar voren, zelfs als het oor is dubbelgevouwen. De vacht is grijzig bruin tot lichtbruin aan de bovenzijde. De vacht aan de onderzijde is lichtbruin met een gelige glans. De hals is lichter, met een geligbruine vlek. De neus en het oogmasker is lichtbruin tot roze van kleur. De oren en vleugels zijn bruin. De vleugels zijn breed. De poten zijn groot, met lange klauwen. De duim is lang, meestal langer dan zes millimeter.
De vleermuis kan verward worden met de verwante grijze grootoorvleermuis (Plecotus austriacus) , waarmee het leefgebied gedeeltelijk overlapt (onder andere in Zuid-Nederland en België). Tot 1960 werd die als dezelfde soort beschouwd.
De grootoorvleermuis wordt maximaal 22 jaar oud, maar gemiddeld niet meer dan 4,5.

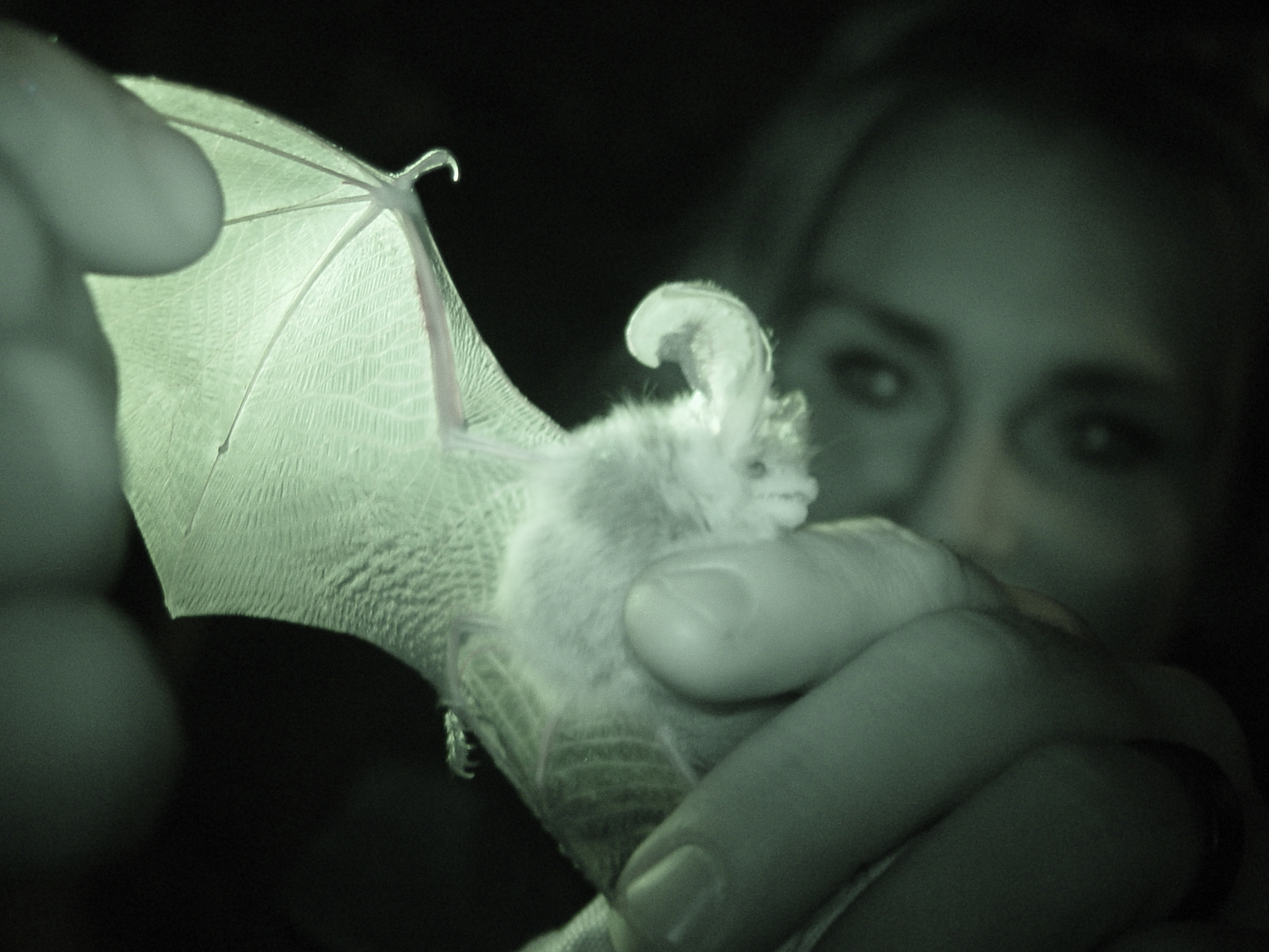

## Gedrag

### Activiteit
De grootoorvleermuis is een nachtdier. Hij vliegt meerdere keren per nacht uit, waarbij de eerste keer gemiddeld een uur duurt. Een enkele keer vliegt hij voor zonsondergang uit. Vooral in het noorden van het leefgebied kan hij twintig minuten voor zonsondergang worden aangetroffen. Voordat hij uitvliegt, maakt hij eerst zichzelf schoon (dit kan wel vijf kwartier duren) en vaak vliegt hij rondjes in de verblijfplaats voordat hij uitvliegt.

### Voedsel en jacht
Met zijn grote oren kan de grootoorvleermuis vleugelslagen van insecten horen. De grootoorvleermuis is daardoor minder afhankelijk van echolocatie dan vele andere vleermuizen, en brengt een fluisterend geluid voort. Waarschijnlijk jaagt de grootoorvleermuis ook op zicht.
De grootoorvleermuis jaagt op motten en andere insecten, als kevers, schietmotten, wantsen en oorwormen. Ook eet hij spinnen. Als het dier op insecten en spinnen jaagt, staat het soms stil in de lucht om zijn prooi van de bladeren te vangen. Ook vangt hij vliegende insecten in de lucht. Kleine insecten eet hij in de vlucht, maar grotere prooidieren eet hij op vaste eethangplaatsen. Vaak liggen er onder een eethangplaats insectenresten als mottenvleugels.

### Verblijfplaats
Het zomerverblijf van de grootoorvleermuis bevindt zich in boomholten, maar ook zolders, en bij uitzondering vogelhuisjes en vleermuiskasten, worden gebruikt. Soms worden ze ook in grotten aangetroffen. De winterslaap brengt de grootoorvleermuis waarschijnlijk vooral door in geïsoleerde boomholten, maar in kleine aantallen kan je hem ook vinden in gebouwen, grotten, bunkers en mijntunnels, zolang de temperatuur niet al te ver onder het vriespunt zakt. Vaak gebruiken grootoorvleermuizen het gehele jaar door dezelfde verblijfplaats. Ze trekken in ieder geval geen grote afstanden.
Tijdens de rust kruipt de grootoorvleermuis meestal in spleten. Een enkele keer hangen ze vrij. Tijdens de rust vouwt hij de oren over de rug. Tijdens de winterslaap houdt de grootoorvleermuis zijn oren warm onder de vleugels, of krult hij ze om. De grootoorvleermuis kan zeer goed tegen kou, en rust tijdens de winterslaap meestal op koudere plaatsen dan bijvoorbeeld vleermuizen van het geslacht Myotis. De winterslaap duurt van oktober en november tot april.

### Voortplanting
De paartijd is in de herfst, maar kan duren tot de winter, en zelfs tot de lente. In april en mei trekken vrouwtjes en onvolwassen dieren naar kraamkolonies. Hier verzamelen zich tien tot vijftig, soms tot meer dan honderd dieren.
In juni en juli worden de jongen geboren. Meestal wordt één, een enkele keer twee jongen geboren. Als de moeder gaat jagen, blijven de jongen achter in crèches. Na vier dagen gaan de oogjes open, en na elf dagen blijven de oren rechtop staan. Eind juli kunnen de meeste jongen vliegen. Na drie weken eten de jongen hun eerste vaste voedsel en na zes weken zijn ze gespeend.
Eind augustus vliegen de jongen uit, maar de kraamkolonies kunnen bezet blijven tot oktober. Sommige dieren overwinteren zelfs in de kraamkamer. De vrouwtjes zijn na twee tot drie jaar geslachtsrijp, mannetjes na één jaar.

## Verspreiding en leefgebied
De grootoorvleermuis heeft een voorkeur voor gedeeltelijk open loof- en naaldbossen. Ook komt hij voor in parken en tuinen.
De grootoorvleermuis komt in het grootste deel van Europa voor. Aziatische populaties die tot deze soort zijn gerekend, worden nu in verschillende andere soorten geplaatst. Ze zijn aan te treffen in bomen, torens, stallen en kelders. In Nederland komen ze algemeen voor, maar zijn ze niet talrijk. In Vlaanderen is het de algemeenste soort op kerkzolders, maar de aantallen lijken te dalen.
Het is nog onduidelijk of en hoeveel ondersoorten er zijn, maar de populatie op Sardinië is waarschijnlijk een aparte ondersoort en de Spaanse populatie is als een aparte ondersoort, P. a. begognae, beschreven.